# Скопски студентски процес
Скопски студентски процес је судски процес одржан 5. децембра 1927. године против чланова Македонске омладинске тајне револуционарне организације.

## Историја
Први је ухапшен Димитар Ђузелов 29. маја 1927. у Скопљу, на путу од поште до свог стана. Ухапшен је и његов сарадник Иван Шопов. Ухапшени су због дојаве Ивана Гаврилова, шефа поште у Качанику.
Судило се укупно двадесет студената. Међу оптуженима су били Димитар Ђузелов (24) из Дојрана; Борис Андрејев (24), Петар Хаџипанзов (26) и Георги Хаџиманов (23) из Велеса; Стерјо Боздов (24) из Крушева; Димитар Чкатров (25), Харалампи Фукаров (27) и Кирил Кузманов (17) из Прилепа; Кирил Вангелов (25), Кирил Караџов (27), Емануил Чучков (25), Тодор Гичев (23), Благој Монев (23), Тодор Христов (23) и Христо Хаџикимов (25) из Штипа; Борис Светиев (24) из Битоља; Јордан Сапунџијев (21) из Скопља; Димитар Нецев (25) из Струмице и Иван Шопов (23) из Гевгелије.
Велики део студената био је изложен мучењу. Тодор Попјодранов из Кочана, добитник краљевске стипендије, позван је на саслушање лично од стране шефа полиције Жике Лазића. Од њега је тражено да преда имена других студената из организације и пуштен је "да размисли". Попјорданов је скочио под воз од Земуна до Београда и извршио самоубиство 27. јуна 1927.
Прво саслушање заказано је 15. новембра у Скопском окружном суду. Пре окружног суда неки браниоци су се пожалили да им нису достављени сви документи, и да им је речено да пазе шта причају да не би пали под удар Закона о заштити државе. Саставили су захтев за смену председника судског већа. Захтев је одбијен али је суђење одложено.
Тајна културно-просветна организација македонских Бугарки узима активно учешће током Скопског студентског процеса, организујући снабдевање затвореника храном, одећом и другим, а исто тако су им налазиле адвокате, допремале шифровани материјал преосталим члановима ММТРО итд.
Заседање је одложено за 6. децембар и завршава се 8. децембра. Допуштено је да присуствује и неколико страних новинара. Није дозвољено само Бугарима, којима није био дозвољен улаз у СХС током трајања процеса. Судом је председавао Никола Велковић, ког су адвокати покушали да смене у новембру, а други судије су Милан Маринковић и Богдан Шуменковић. Тужилац је био Божидар Петровић.
Оптужене су бранили српски комунисти Антоније Грубишић и Драгутин Тасић и локални Бугари Стефан Јанакијев и Димитар Илијев.
Приликом испитивања, сви оптуженици тврде да први пут чују за ММТРО и да су њихова признања настала у току тешке физичке и менталне тортуре. Први сведок оптужбе био је Иван Гаврилов.
Дана 7. децембра јавља се др Анте Павелић, у том тренутку адвокат из Загреба и посланик у Народној Скупштини. Представља суду телеграф који му је упутила родбина неких оптуженика у ком се тражи да их брани пред судом.
Истог дана, након сведочења полицајаца, тужилаз износи коначни говор у ком назива оптуженике терористима, шпијунима и завереницима и тражи за њих смртну казну. Затим, говоре држе Драгутин Тасић, а затим и браниоци Силвио Барух, Бора Јанковић и Јован Грубин.
Сутрадан, говоре адвокати Ђукић, Пјанић и Павелић. Павелић тражи од суда да ослободи оптуженике и тврди да овај процес не постиже ништа, и да ако их осуди суд од њих прави мученике и инспирацију за друге њима сличне. На крају говор држи Ђузелов и тражи више права за Македонце, наиме да могу да се организују у Македонији као и било где у Краљевини СХС. Изрицање пресуде је заказано за 10. децембар у 10 сати ујутру.
Процес је завршен 10. децембра 1927. са следећом пресудом:
- Димитар Ђузелов је осуђен на 20 година строгог затвора, Иван Шопов на 20 година, Димитар Нецев на 15 година, Димитар Чкатров на 10 година;
- Харалампи Фукаров, Тодор Гичев, Борис Андрејев, Стерјо Боздов и Борис Светијев на по 5 година строгог затвора.
- Петар Хаџипанзов, Кирил Вангелов, Георги Хаџиманов, Христо Хаџикимов, Мано Чучков, Кирил Караџов и Јордан Сапунџијев су ослобођени.

Након жалбеног поступка, пресуду је потврдио апелациони, а затим и касациони суд.
Упоредо са скопским процесом у Кавадарцима је суђено Василу Сеизову, студенту Ивану Миткову, Тодору Габеву из окружне власти, ковачу Благоју Падикову и кафеџији Пешу Грозданову, али су ослобођени због недостатка доказа.
За време процеса су по улицама Скопља исписивани многи графити, наиме „Срби, идите у Шумадију“ и „Македонија је Бугарска!“. Због резултата процеса Мара Бунева убила је Велимира Прелића, главног тужиоца.

## Више информација
- Йосиф Разсуканов „В Македония под робство: Студентският процес в Скопие“
- „80 години от Скопския студентски процес срещу ММТРО“, 5 декември 2007 г.
- Допълнителна информация за Скопския студентски процес.
- Гюзелев, Димитър. Жертвите на Скопския студентски процес, Скопие 1942